# Pチップ
Pチップ（英: P chip）とは、香港証券取引所に上場している中国大陸で登記していない民間の中国企業の株式の銘柄のこと。厳密には、以下の5条件を全て満たす銘柄と定義されている。
1. レッドチップの定義を満たさないこと
2. 中国大陸外（香港やタックス・ヘイヴンなど）で登記されている
3. 香港証券取引所に上場している
4. 売上もしくは資産の55%以上が中華人民共和国からなる（さらに細かい厳密な定義あり）
5. 以下のどれかを満たすことで、中華人民共和国との強いつながりを示していること
  1. 本社か主要な経営事務所が中国大陸にある
  2. 中国大陸で設立された会社である
  3. 本社が香港・マカオ・台湾にあるが、売上の90%以上が中華人民共和国からなる

あくまでも香港証券取引所の株式銘柄であり、上場会社は香港証券取引所の上場基準を満たさなければならない。また上場会社は香港証券取引所規則を遵守しなければならない。登記地の法律と会計制度が適用される。取引通貨は香港ドルである。海外の個人投資家も取引に参加できる。
なお、香港証券取引所の取引銘柄のうち、中国本土を登記地とする会社の株式銘柄をH株と呼ぶ。Pチップから民間企業の条件を政府系企業に変えた物をレッドチップと呼ぶ。

## 株価指数
Pチップ、レッドチップ、H株からなる株価指数として、FTSE中国50指数やハンセン中国企業指数がある。それらに加えて香港企業も加えた物としてハンセン指数がある。

## 参照
1. ↑  FTSE中国50先物 | 日本取引所グループ
2. ↑  Guide to Chinese Share Classes - FTSE Russell